# Beogradski Internacionalni Teatarski Festival
Das Beogradski Internacionalni Teatarski Festival (Internationales Belgrader Theater Festival, kurz BITEF) ist ein internationales Theaterfestival, das seit 1967 in Belgrad stattfindet.
1967 wurde in Belgrad von der Stadtversammlung beschlossen, ein Theaterfestival abzuhalten. Seitdem findet das Festival jedes Jahr im September statt. Dort werden klassische Werke sowie experimentelles Theater aufgeführt. Das Programm wird in verschiedenen Theatern und Gebäuden der Stadt und seit 2008 auch in anderen Städten wie Niš oder Novi Sad abgehalten.
Das Hauptprogramm besteht aus etwa zehn Produktionen, die von den Leitern des Festivals ausgesucht werden. Daneben gibt es weitere Programme wie das Showcase, in dem die neuesten Produktionen der serbischen Theater vorgestellt werden und das Projekt ENPARTS (European Network of Performing Arts), das mit fünf anderen europäischen Partnern unter Koordination der venezianischen Biennale entwickelt wurde. Weiterhin gibt es Bitef polifonija als Diskussionsgrundlage für junge Theaterleute und den Diskurs über die Grundlagen des Theaters und der weiteren Entwicklungen sowie seit 1976 Bitef na filmu als Vorstellung von Theaterproduktionen im Film. Weiterhin werden beim Festival Arbeitsgruppen, Runde Tische, Präsentationen, Symposien und Multimediale Ausstellungen organisiert.
Beim Festival werden der Grand Prix „Mira Trailović“ für die beste Vorstellung und die Specijalna nagrada für den besten Beitrag für die Theaterkunst vergeben. Daneben gibt es den Publikumspreis Nagrada publike und den von der Zeitschrift Politika vergebenen Preis Politikinu nagradu.
Das Festival fand auch während der Jugoslawienkriege in den 1990er Jahren statt. 